# キャベツ餅

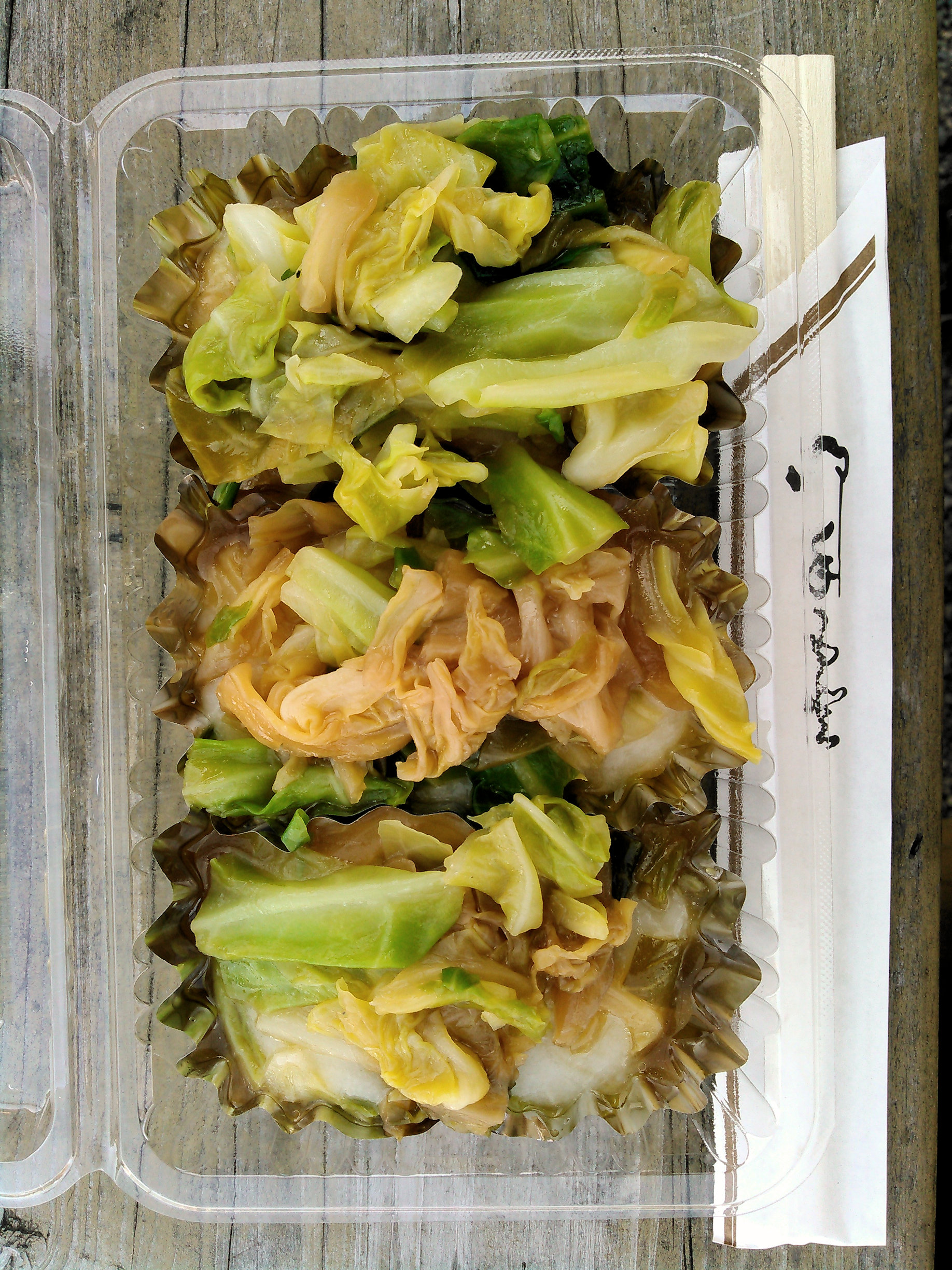
おうせ茶屋のキャベツ餅

キャベツ餅（キャベツもち）は、福島県郡山市西部の郷土料理。

## 概要
油で炒めたキャベツを、醤油やみりん、だしなどを入れて煮込み、餅を入れて絡めたもの。場所や季節などによってキャベツの味や食感などが変わるため、味付けは家庭毎に異なる。

## 歴史
郡山市西部の逢瀬町に、80年以上前から根付いている料理であり、自給自足の時代に自宅にある餅を美味しく食べるための知恵として誕生したもの。
非常にシンプルな家庭料理であり、店頭販売などもされていなかったことから、郡山市西部以外での知名度は高くなかった。だが2012年から2013年にかけ、読売テレビの秘密のケンミンSHOWにて、郡山市で食べられている料理として何度か紹介されたことが郡山市内外から大きな反響を得て、その後も福島県内外のテレビ・ラジオ番組にて紹介されたり、レシピサイトに多くのアレンジメニューが公開されたりするなどして知名度を高めていった。
そうした反響を受け、2015年には逢瀬公園内の「おうせ茶屋」でも販売が開始されるなど、家庭の外でも食べられる機会が増えつつある。